# Renaud Camus
Renaud Camus (n. Chamalières, Puy-de-Dôme; 10 de agosto de 1946) es un escritor y novelista francés. Es conocido por la teoría conspirativa "El gran reemplazo", la que sostiene que hay una élite global que está coludiendo contra la población blanca de Europa, siendo su objetivo el reemplazo de la misma con pueblos no europeos.
Los puntos de vista de Camus sobre "el gran reemplazo" han sido traducidos en sitios web de extrema derecha y adoptados por grupos de dicha ideología para reforzar su teoría de la conspiración del genocidio blanco.

## Vida
Nacido en una familia burguesa de provincia, era un niño solitario y poco hablador aunque muy curioso. Renaud Camus estudió en París y se licenció en Derecho y Letras, realizó un magíster en Filosofía y obtuvo un diploma de Estudios Políticos entre otros. Fue discípulo de Roland Barthes. En la década de 1970, tuvo una vida social muy intensa, conociendo, entre otros, a Roland Barthes, a Louis Aragon, Bob Wilson, Robert Rauschenberg, Andy Warhol, Marguerite Duras, Frédéric Mitterrand. Viajó a París, Roma y por toda Francia. Fue durante estos últimos años cuando se convirtió en un escritor de crónicas para la revista Gai pied.
En 1993 se mudó al castillo de Plieux, en Gers, jubilándose lejos de la ciudad, en un lugar favorable para la creación literaria y la poesía.

## Obra
Estos últimos años ha escrito guías turísticas de los departamentos de Gers, de Lozère y de Hérault, además de manuales sobre la educación y el respeto (Eloge du paraître, Notes sur les manières du temps), gramática y lingüística (Répertoire des délicatesses du français contemporain, Syntaxe ou l'autre dans la voix), pero también un texto muy influyente sobre economía. Ha recibido el premio «30 millones de amigos» por su obra Vie du chien Horla («Vida del perro Horla») y también ha sido candidato para la Academia francesa, a pesar de que su obra sea polivalente.[cita requerida]
Además de ser escritor y animador cultural del castillo de Plieux, Renaud Camus dirige el Parti de L’Innocence («Partido de la inocencia») del cual es el fundador y presidente. Está caracterizado por valores cívicos, de civilización, de urbanidad, del respeto a la palabra y de la inocencia.[cita requerida]

## Controversia
En su diario del año 1994 (publicado en el año 2000 con el nombre de La campagne de France, «El campo francés»), Renaud Camus emitió sus opiniones sobre lo que percibía como la sobrerrepresentación de periodistas judíos tratando el tema del judaísmo en una emisora de radio, que tenía una programación generalista y no confesional. 

Les collaborateurs juifs du Panorama de France-Culture exagèrent un peu tout de même : d’une part ils sont à peu près quatre sur cinq à chaque émission, ou quatre sur six ou cinq sur sept, ce qui, sur un poste national ou presque officiel, constitue une nette sur représentation d’un groupe ethnique ou religieux donné; d’autre part, ils font en sorte qu’une émission par semaine au moins soit consacrée à la culture juive, à la religion juive, à des écrivains juifs, à l’État d’Israël et à sa politique, à la vie des juifs en France et de par le monde, aujourd’hui ou à travers les siècles.
Los colaboradores judíos de «Panorama» de France Culture exageran un poco de todas formas: por un lado son casi cuatro de cinco en cada emisión, o cuatro de seis o cinco de siete, lo que, en un empleo de funcionario o casi oficial, constituye una sobrerrepresentación de un grupo étnico o religioso determinado; por otra parte, consiguen que por lo menos una emision semanal sea dedicada a la cultura judía, a la religión judía y a escritores judíos, al estado de Israel y a su política, a la vida de los judíos en Francia y en el mundo, hoy o a través de los siglos.
Journal, livre IX, "La campagne de France", 2000

Esto le costó una acusación de antisemitismo por parte de Marc Weitzmann y de varios medios, de la que se defendió en Corbeaux, el diario «del asunto», también en 2002 en Du Sens y por último en K.310, el diario del año 2000. Renaud Camus fue apoyado, entre otros, por Alain Finkielkraut y Elisabeth Levy, ambos judíos.

## Introducción a la lectura deÉlogues
Los Élogues están constituidos por siete volúmenes, tres ellos aún por publicar (uno de ellos publicado en abril de 2007, después de más de veinte años de interrupciones): Passage (1975), Échange (1976), Travers (1978), Été (1982, llamado también Travers II) y L'Amour l'automne (llamado también Travers III).
Élogues proviene de ex-logos, es decir, fuera de la palabra o la palabra de otros, el gran discurso universal. Están compuestas por citas literarias, de periódicos y de fragmentos autobiográficos. Estas citas no están «citadas», es decir, que no están ni identificadas (por guiones o por cursiva), ni tienen ninguna referencia (nombres de autores, libros, periódicos,…). Por lo tanto, el lector debe descubrirlo por sí mismo. No hay historias que tengan sentido con lo redactado y además, los fragmentos están organizados alrededor de unos temas (como la locura, los nombres, la llamada «inversión», es decir, el doble que vemos en el espejo, etc.) y de nombres generadores según su fonética, anagramas y derivados del sonido y sentido (como por ejemplo (Hugo) Wolf, Wolfson, Onslow, (Virginia) Wolf, Saint-Loup, loup (refiriéndose a una careta o máscara), loup (refiriéndose en este caso al animal), etc).
Esta disposición textual tiene la ambición de hacer desaparecer las nociones de autores y de narradores. Esta ambición esta claramente presente en la utilización de seudónimos o heterónimos: el segundo libro está firmado por Denis Duvert, el tercero por Renaud Camus y Tony Duparc, el cuarto por Jean-Renaud Camus y Denis Duvert y el último por J.R.G Le Camus y Antoine Duparc. Se trata de una variación de la palabra Pascal:

Qu'on ne dise pas que je n'ai rien dit de nouveau : la disposition des matières est nouvelle.
Que no se diga que no ha dicho nada nuevo: la disposición de las materias es nueva.

Al mismo tiempo se trata también de una aplicación del programa de Flaubert: 

Il faudrait que, dans tout le cours du livre, il n’y eut pas un mot de mon cru, et qu’une fois qu’on l’aurait lu on n’osât plus parler, de peur de dire naturellement une des phrases qui s’y trouvent.
Haría falta que, a lo largo de todo el libro, no hubiese una palabra de mi mano y que una vez que se hubiese leído, no se osara más hablar, por miedo a decir de forma natural una de las frases que se encuentran en él.
Carta a Louis Collet, 17 de diciembre del 1962 (« Travers, p. 111))

Por otra parte, hay que tener en cuenta las reflexiones de Roland Barthes sobre el totalitarismo de la lengua y del autor. Se trata igualmente, y puede que sobre todo, de una forma de proseguir la obra del nouveau roman, inspirándose o siguiendo paso a paso los análisis teóricos de Jean Ricardou.
La lectura de Élogues es un gran plan de lectura, pero también de visualizaciones de películas, pinturas, viajes, etc., y un conjunto de cantos de la cultura occidental. El lector ideal sería una mezcla entre Pierre Ménard y de Dupin. Hay en todo esto una formidable invitación a jugar con las dimensiones del juego, a la ligereza

## Otras obras delsigloXXI
- "Demeures de l'esprit. Grande-Bretagne I", Fayard (2008)
- "Demeures de l'esprit. France I, Sud-Ouest", Fayard (2008)
- "La Grande Déculturation", Fayard (2008)
- Théâtre ce soir, Jean-Paul Bayol (2008)
- Demeures de l'esprit. Grande-Bretagne II, Écosse, Irlande, Fayard (2009)
- Le Jour ni l'heure, chez l'auteur (2009)
- Loin, P.O.L. (2009)
- Demeures de l'esprit. France II, Nord-Ouest, Fayard (2010)
- Demeures de l'esprit. Danemark Norvège, Fayard (2010)
- Demeures de l'esprit. France III, Nord-Est, Fayard (2010)
- De l'in-nocence. Abécédaire, David Reinharc (2010) (ISBN 978-2-35869-015-7)
- Décivilisation, Fayard (2011) (ISBN 2-2136-6638-5)
- Demeures de l'esprit. Suède, Fayard (2011)
- "Le Grand Remplacement" (2011) (ISBN : 978-2-35869-031-7)
- Demeures de l'esprit. France IV, Sud-Est, Fayard (2012)
- Demeures de l'esprit. Italie I, Nord, Fayard (2012)
- L'Homme remplaçable, chez l'auteur (2012) (ISBN 979-10-91681-00-1)
- Journal d'un autre (signé Duane McArus), chez l'auteur (2012, lire en ligne [archive])
- Les Inhéritiers, chez l'auteur (2013) (ISBN 979-10-91681-04-9)
- Le Changement de peuple, chez l'auteur (2013) (ISBN 979-10-91681-06-3)
- La Civilisation des prénoms, chez l'auteur (2014) (ISBN 979-10-91681-14-8)
- Demeures de l'esprit. France V, Île-de-France, Fayard (2014)
- Discours de chambre, chez l'auteur (2014) (ISBN 979-10-91681-12-4)
- "France : suicide d'une nation" , Mordicus (2014)
- Révoltez-vous !, chez l'auteur (2015)
- Entre vivre ensemble, il faut choisir, chez l'auteur (2016)
- La Tour. Journal 2015, chez l'auteur (2016)
- Tweets II, chez l'auteur (2016)
- Une chance pour la France. Programme 2017, chez l'auteur (2017)
- Le Mot “race”, chez l'auteur (2018)
- Le Mot “musique”, chez l'auteur (2018)